# 程島 (新潟市)
程島（ほどじま）は、新潟県新潟市秋葉区の町字。郵便番号は956-0035。

## 概要
1889年（明治22年）から現在の大字。能代川左岸、新津丘陵西麓に位置する。
もとは江戸時代から1889年（明治22年）まであった程島村の区域の一部で、地名の由来は地形がすり鉢の底に似てくぼんでいることによる。炉島とも書き、古くは島、または木津あるいは島津村と称したという。

### 隣接する町字
北から東回り順に、以下の町字と隣接する。
- 新津
- 南町
- 新栄町
- 新津緑町
- 田家
- 東島
- 中村
- 西島
- 小屋場
- 大鹿
- 古田

## 歴史
検地は1677年（延宝5年）。

### 分立した町字
1889年（明治22年）以後に、以下の町字が分立。
新栄町（しんえいちょう）
1963年（昭和38年）に分立した町字。

### 年表
- 1889年（明治22年）4月1日 : 合併により津島村の大字となる。
- 1893年（明治26年）9月8日 : 津島村から分離し、中島村の大字となる。
- 1901年（明治34年）11月1日 : 合併により金津の大字となる。
- 1951年（昭和26年）1月1日 : 新津町が市制を施行し、新津市の大字となる。
- 2005年（平成17年）3月21日 : 合併により新潟市の大字となる。
- 2007年（平成19年）4月1日 : 新潟市の政令指定都市移行により秋葉区の大字となり、秋葉区役所の所在地となる。

## 世帯数と人口
2018年（平成30年）1月31日現在の世帯数と人口は以下の通りである。
| 大字 | 世帯数  | 人口  |
| ---- | ------- | ----- |
| 程島 | 371世帯 | 913人 |

## 小・中学校の学区
市立小・中学校に通う場合、学区は以下の通りとなる。
| 番地 | 小学校                 | 中学校                 |
| --- | ---------------------- | ---------------------- |
| 789番地3～794番地 795番地（本番のみ） 795番地3 927番地3・4 2040番地8～2050番地1・8                                                                 | 新潟市立新津第三小学校 | 新潟市立新津第一中学校 |
| 104番地1～781番地 795番地2 799番地5～926番地 927番地（本番のみ） 929～934番地、936番地 939〜940番地、964番地 972番地、984番地3 1002番地～2008番地5 | 新潟市立金津小学校     | 新潟市立金津中学校     |

## 主な企業・施設
- 秋葉区役所
- 新潟市消防局 秋葉消防署
- 新潟市秋葉区総合体育館
- コメリパワー 新津店
- ケーズデンキ 新津店

## 交通
- 国道403号
- 新潟県道320号新津小須戸線